# اتا
اتا (تأسیس: ۱۹۵۹) مخفف اسم یک گروه مارکسیستی مسلح باسکی است که هدف آن، جدایی منطقهٔ باسک از اسپانیا و فرانسه و تأسیس یک کشور مستقل در تمام مناطق باسک از جمله استان اسپانیا نابارا است. نام کامل این گروه یوسکادی تا آسکاتاسونا (سرزمین باسک و آزادی) است، در رسانه‌ها این گروه با نام جدایی‌طلبان باسک نیز شناخته می‌شوند.
آنها بالاخره در سال ۲۰۱۸ طی یک اعلامیه، خبر منحل شدن کلی این گروه را دادند، دولت اسپانیا در واکنش به آن گفت:
تمامی اعضای این گروه باید به سزای اعمالشان برسند و اعلان انحلال این گروه تندرو جدایی طلب چیزی را تغییر نمی‌دهد.
با وجود اعمال اصلاحات در قانون اساسی جدید اسپانیا (پس از مرگ فرانسیسیکو فرانکو در سال ۱۹۷۵) که امکان خودمختاری محلی در آن قید شده، جدایی‌طلبان باسک خواستار رد هرگونه ارتباط با دولت اسپانیا هستند.

## تأسیس
گروه اتا را گروهی از دانشجویان ناسیونالیست باسک برای مبارزه با حکومت دیکتاتوری فرانکو در سال ۱۹۵۹ با الهام از گروه‌های انقلابی تأسیس کردند. این گروه چپ در ابتدا فعالیت‌های فرهنگی برای مقابله با حکومت فرانکو انجام می‌دادند ولی به تدریج به یک گروه نظامی تبدیل شدند.

## اقدامات مسلحانه
اولین اقدام عملی این گروه سوء قصد به جان لوئیس کاررو بلانکو، نخست‌وزیر و جانشین فرانکو در سال ۱۹۷۳ بود که منجر به مرگ وی شد. از دستاوردهای مهم این عمل برچیده شدن حکومت دیکتاتوری در اسپانیا بود که توجه اسپانیایی‌ها به خصوص گروه‌های دموکرات را برانگیخت.
پس از ترور لویس کاریرو بلانکو این گروه فعالیت‌های خود را برای مبارزه با تبعیض گسترش داد؛ ولی در سال ۱۹۸۷ حمله این گروه به سوپرمارکتی در بارسلون به کشته شدن ۲۱ نفر انجامید، این عمل باعث شد تا از آن به بعد از اتا به عنوان یک گروه تروریستی یاد کنند. از موارد دیگر می‌توان به عملیات تروریستی در سال ۱۹۹۵ در مادرید اشاره نمود که این تحرکات باعث انزجار روزافزون مردم اسپانیا از این گروه شد. از عملیات‌های آنها می‌توان به گروگانگیری اورتگا لارا، نگهبان زندان اشاره نمود که پس از ۵۳۲ روز در سال ۱۹۹۷ آزاد شد، ترور میخائیل آنجل بلانکو، نماینده یک حزب مردمی توسط این گروه در ۱۰ ژوئیه ۱۹۹۷ که با اعتراضات میلیونی مردم مواجه شد.
این گروه بیشتر نمایندگان منتخب مردم، روشنفکران و مأموران پلیس را مورد حملات خود قرار می‌دادند و بعضاً به گروگان می‌گرفتند.

## اعلام آتش‌بس
در مارس سال ۲۰۰۶، گروه اتا به دولت اسپانیا اعلام آتش‌بس داد؛ ولی این پیشنهاد در همان ابتدا در زمان مذاکرات ابتدایی به دلیل کشته شدن دو شهروند اکوادوری و حمله به فروشگاهی بین‌المللی در مادرید در سال ۲۰۰۶ از طرف دولت رد شد.
این گروه دوباره در ۱۱ ژانویه ۲۰۱۱ به دولت پیشنهاد آتش‌بس داد. در پی آن در ۵ سپتامبر ۲۰۱۰ نیز با انتشار ویدئویی در شبکه تلویزیونی بی‌بی‌سی و متن بیانیه خود در روزنامه گارا چاپ منطقه باسک، اعلام آتش‌بس نموده بود و تأکید نموده بود که برای استقلال از دولت مرکزی اسپانیا تلاش خواهد کرد.

## انحلال
سرانجام سازمان جدایی‌طلب باسک اسپانیا در سال ۲۰۱۸ از انحلال کامل این سازمان و پایان دادن به تمام فعالیت‌‌های سیاسی خود خبر داد. به این ترتیب به آخرین شورش مسلحانه در اروپای غربی که در جریان ۶۰ سال فعالیتش بیش از ۸۰۰ کشته و هزاران زخمی و خسارت دیده بر جای گذاشته است، پایان داده شد.
اتا در یک بیانیۀ رسمی اعلام کرد تمام تشکیلات خود را به‌طور کامل منحل کرده و به تمام فعالیت‌‌های سیاسی خود پایان داده است.
اتا همچنین از تمام مردم اسپانیا (کشته شدگان ، مجروحین ، مهاجرت کنندگان) برای سالها رنجی که به دلیل فعالیت این سازمان کشیدند، عذر خواهی کرد.
ماریانو راخوی، نخست وزیر وقت اسپانیا اعلام کرد که حتی انحلال این سازمان منجر به مصونیت اعضای آن از مجازات نخواهد شد و آنها همچنان در قبال جنایاتی که انجام داده‌اند، مسئول هستند.